# Magiczny duet 2
Magiczny duet 2 (inny tytuł – Czary do pary; ang. Twitches Too 2) – amerykański film 2007 roku, należący do kategorii Disney Channel Original Movie. Polska premiera odbyła się 28 listopada 2008 roku na Disney Channel. Jest to kontynuacja filmu Magiczny duet.

## Fabuła
Biedna Alex (Tia Mowry) przeprowadza się do bogatej Camryn (Tamera Mowry). Nie umieją zapanować nad swoją potężną mocą. Przypadkowo demolują cały dom. Okazuje się, że Mrok znów atakuje. Wie o tym tylko Miranda (Kristen Wilson). Rozkazuje Ilean(Jennifer Robertson) i Karshowi(Pat Kelly) by natychmiast przyprowadzili córki. (...) Miranda nie od razu mówi o Mroku. Camryn marzy o byciu prawdziwą księżniczką. Lecz później Alex nie chce wrócić do Caventry. Wraca tylko Camryn. Tam dostaje piękną suknie i koronę. Dostaje także królewicza który uczy ją magii. Gdy wszyscy dowiadują się aktywnym Mroku bliźniaczki znów muszą działać. Uczą się zaklęcia unicestwienia zła. Dziewczyny są przekonane że ich tata żyje. W czasie zaćmienia będą musiały wypowiedzieć to zaklęcie. Alex wchodzi do komnaty gdzie prosi ojca by dał znak. Wtedy otwiera się balkon. Znajduje zaklęcie do przywołania Mroku do postaci ludzkiej. Brzmi Ono tak samo jak tamto oprócz ostatniej linijki. W czasie zaćmienia Dziewczyny na sali mówią zaklęcie unicestwienia zła. Alex nie jest tego pewna. Zaraz po wszystkim jak najszybciej biegnie do sali i wypowiada zaklęcie do przywołania Mroku do postaci ludzkiej. Uwalnia Thantosa wroga. Alex, Miranda i Camrryn biegną do sali z niekończącą się studnią. Tam walczą z Thantosem. Thanos uwalnia ich ojca i męża Mirandy. Chce go zabić. W końcu udaje się pokonanie Thantosa znów przez bliźniaczki. Rodzina jest cała w komplecie razem z Ojcem-królem. Ileana i Karsh biorą ślub.

## Obsada
- Tia Mowry - Alexandra Nicole „Alex” Fielding (prawdziwe imię Artemis)
- Tamera Mowry - Camryn Elizabeth „Cam” Barnes (prawdziwe imię Apolla)
- Kristen Wilson - Miranda
- Patrick Fabian - Thantos
- Jennifer Robertson - Ileana
- Pat Kelly - Karsh
- Jackie Rosenbaum - Beth Fish
- Arnold Pinnock - David Barnes
- Karen Holness - Emily Barnes
- David Ingram - Aaron

Nowe postacie:
- Ojciec Cam i Alex
- Marcus Warburton
- Demitri
- Felix